# Elizabeth Pulmanová
Elizabeth Pulmanová rozená Chadd (nepřechýleně Elizabeth Pulman; 1. srpna 1836 – 3. února 1900) byla novozélandská fotografka narozená v Anglii. Byla považována za první profesionální fotografku v zemi.

## Životopis
Pulmanová se narodila v Lymmu v Cheshire v Anglii v roce 1836 a do Nového Zélandu dorazila v roce 1861. V Aucklandu spolu se svým manželem Georgem Pulmanem vlastnili fotografické studio. Pulmanová vychovala devět dětí sama po ovdovění. Ovdověla celkem dvakrát, a přesto dokázala udržovat studio v provozu a specializovala se na scénické fotografie a portréty.
Mnoho jejích prací zahrnovalo významné členy kmene Maorů, včetně náčelníka Paula Paory Tuhaere, krále Tawhiaa, jeho dcery a druhé manželky.
Elizabeth Pulmanová zemřela 3. února roku 1900 v Aucklandu na Novém Zélandu.

## Galerie

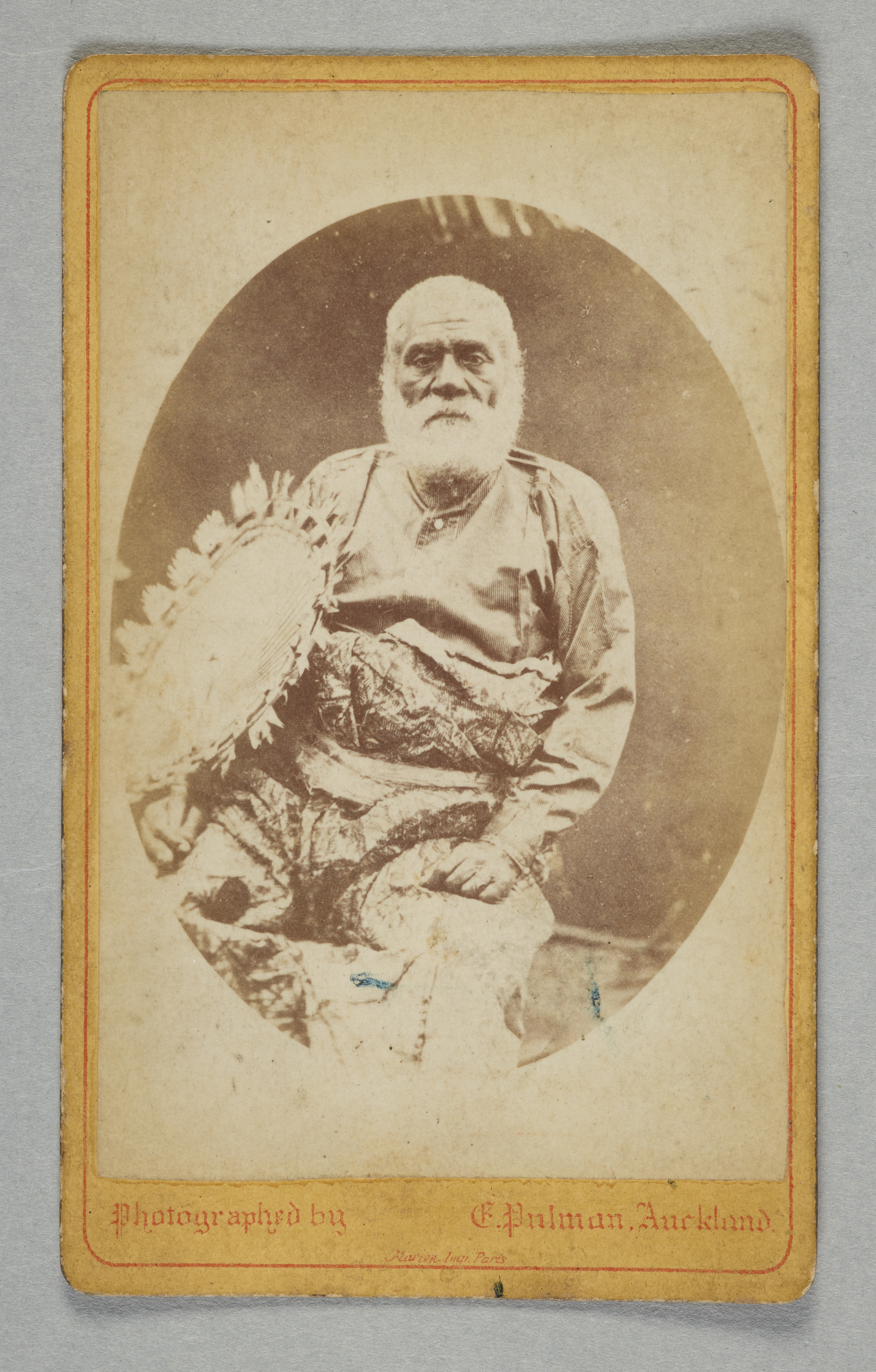
Cakobau, carte de visite
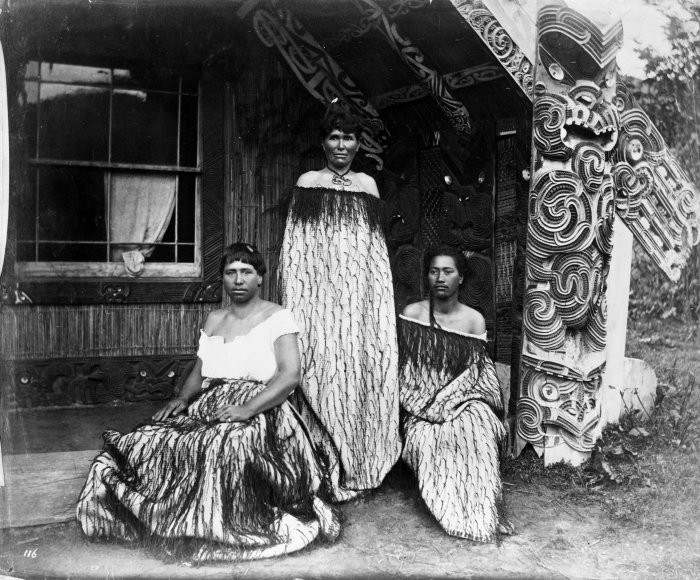
Guides at Hinemihi Meeting House
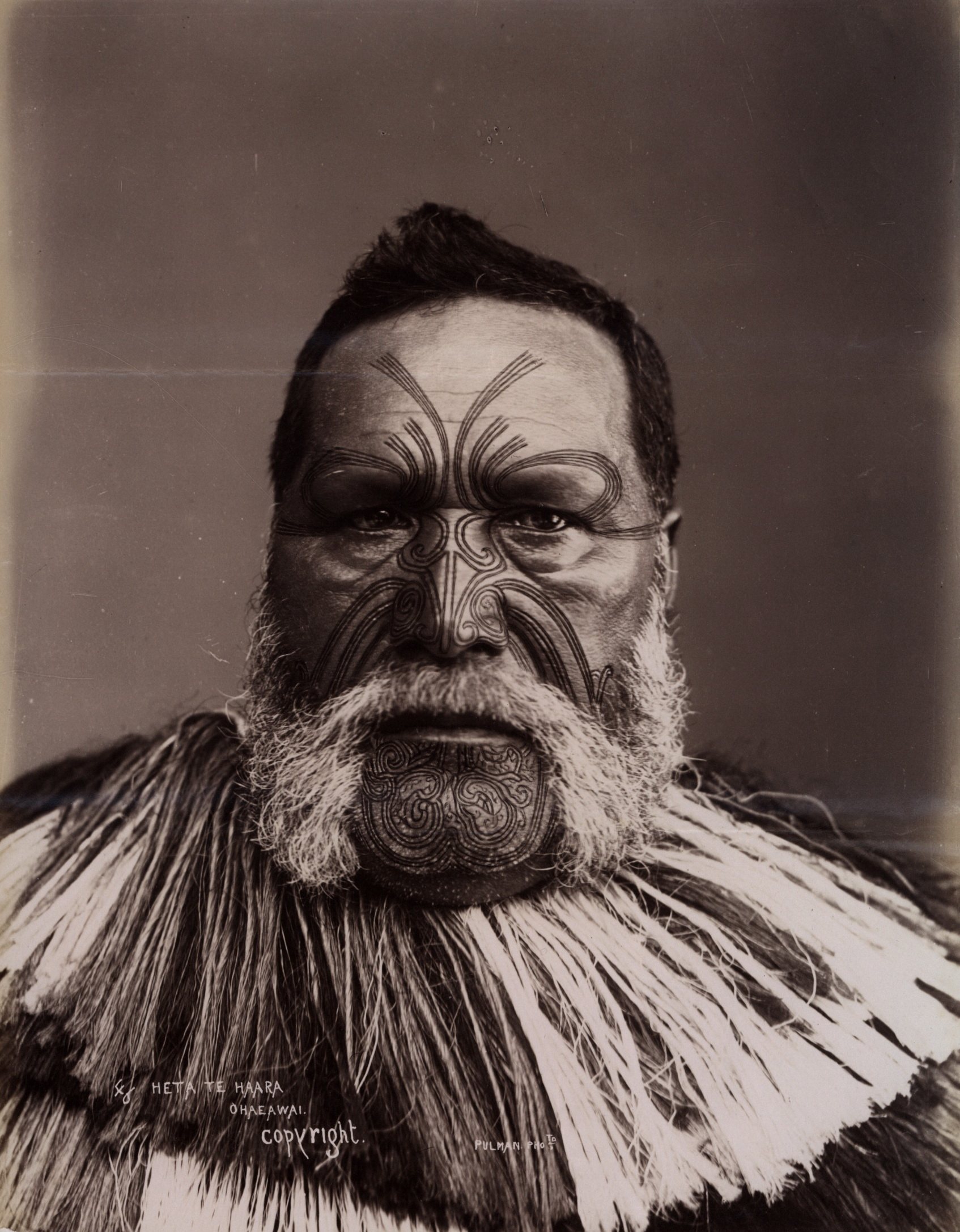
Heta Te Haara, Ōhaeawai
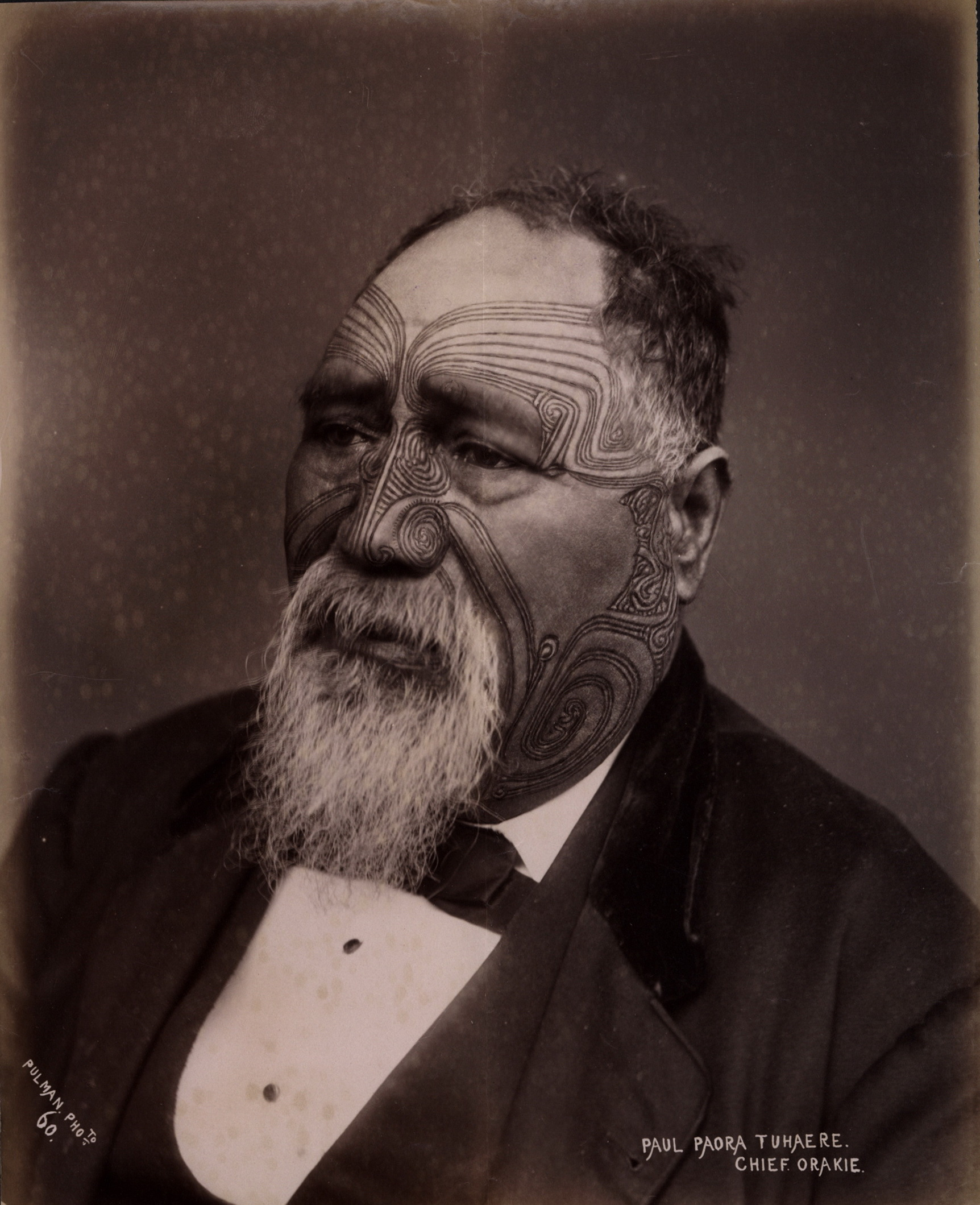
Paul Paora Tuhaere, Chief, Orakei
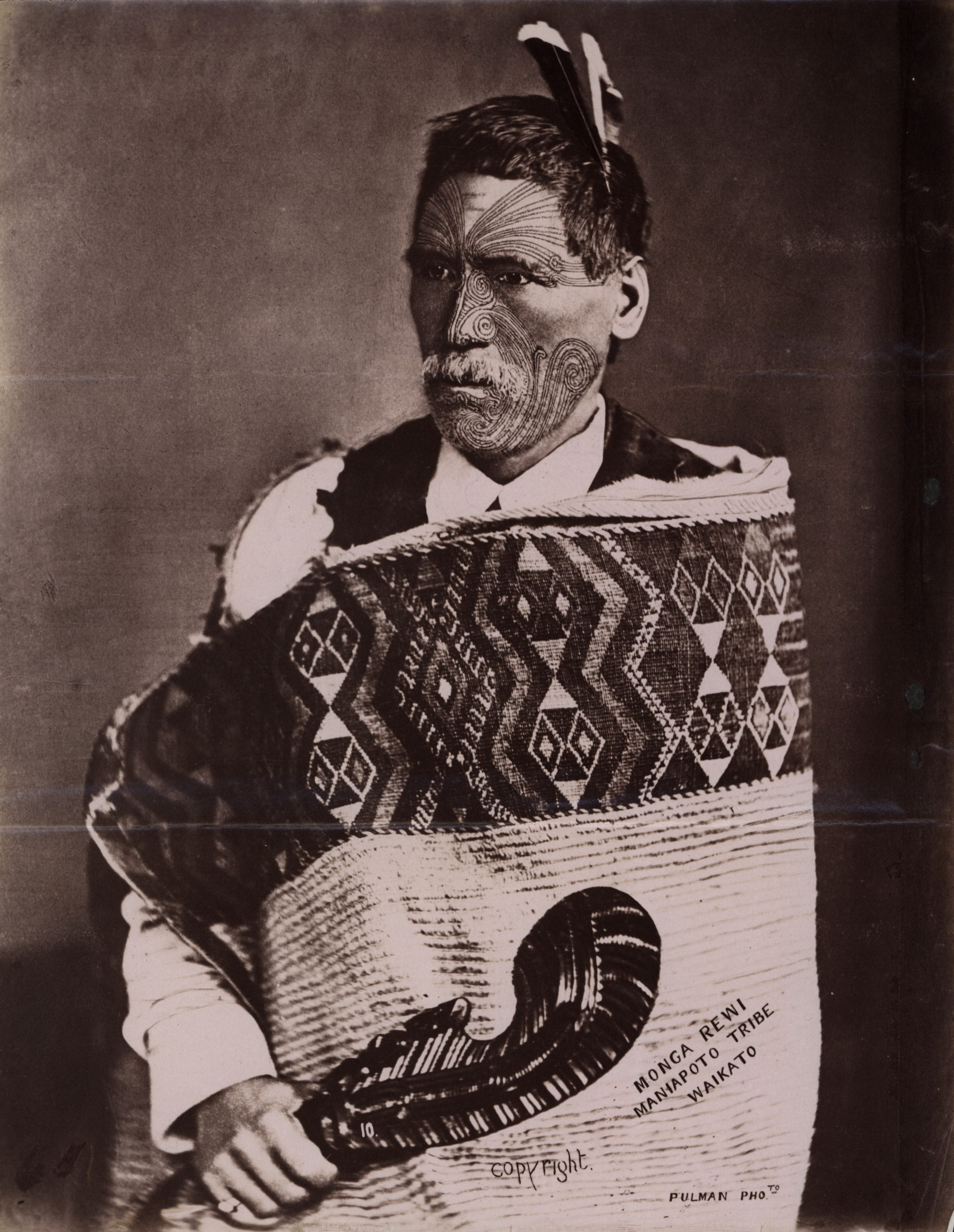
Rewi Maniapoto
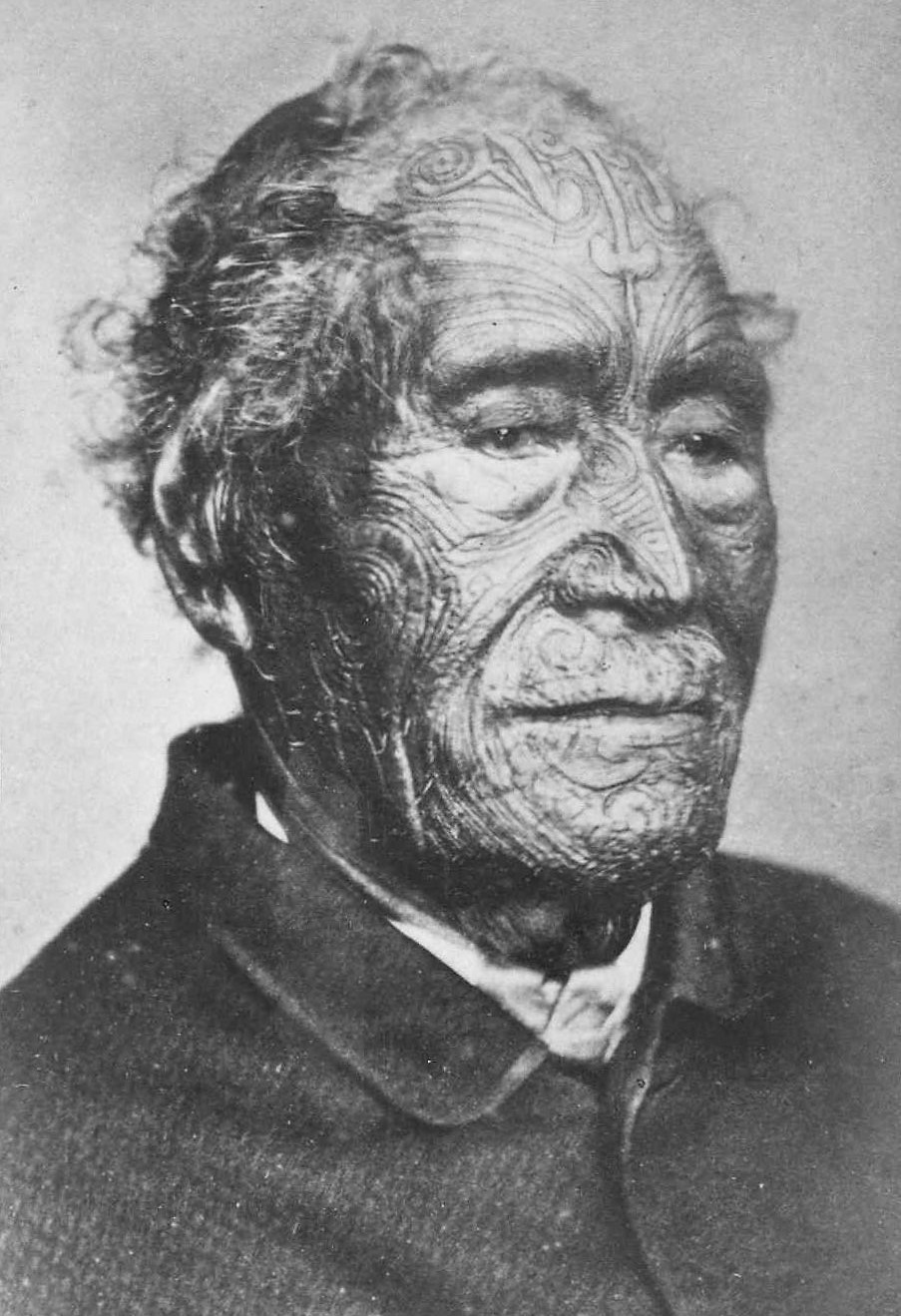
Tamati Waka Nene, 1870–1880